# Аменсализъм
Аменсализмът представлява междувидово взаимоотношение, при което единият от видовете изпитва неблагоприятно влияние върху себе си от друг индивид (най-често от друг биологичен вид), за когото самото взаимоотношение е безразлично.

## Пример
Като пример за аменсализъм може да се посочи взаимоотношението между дърветата в една гора и тревистите растения, които се разполагат под тях. Чрез своите клони, дърветата засенчват стоящите под тях тревисти видове като не позволяват достигането на определено количество слънчева светлина до тях (тревите). За дърветата взаимоотношението е безразлично, но тревистите растения изпитват неблагоприятният ефект от недостига на слънчеви лъчи.